# The Wonder
The Wonder is een Amerikaans-Brits-Ierse dramafilm uit 2022 onder regie van Sebastián Lelio. Het verhaal hierin is gebaseerd op dat uit het gelijknamige boek uit 2016 van Emma Donoghue. De film werd genomineerd voor onder meer een BAFTA Award en vijf British Independent Film Awards en werd opgenomen in de Top Ten Independent Films 2022 van het National Board of Review.

## Verhaal
De Engelse verpleegster Elizabeth 'Lib' Wright wordt in 1862 naar een dorp in Ierland gestuurd om daar twee weken het meisje Anna O'Donnell te observeren. Dier familie beweert namelijk dat Anna al vier maanden lang niets heeft gegeten. Ter controle zal er ook een non twee weken naar het meisje kijken. Wright en zij moeten daarna onafhankelijk van elkaar verslag uitbrengen.
Wright maakt kennis met Anna, moeder Rosaleen, vader Malachy en oudere zus Kitty. De hele familie blijkt diepreligieus. Anna had ook een oudere broer, maar hij is overleden aan een onbekende ziekte. Het meisje zelf is in goede gezondheid. Ze weigert alleen om te eten en zegt dat ze zich voedt met 'Manna uit de Hemel'. Wright ontmoet ook journalist William Byrne van The Daily Telegraph. Hij moet verslag doen van 'het wonder' en is ervan overtuigd dat het om oplichting gaat.
Wright observeert in eerste instantie dat het Anna 33 keer per dag bidt en zich enorm bezighoudt met het hiernamaals. Dit is confronterend voor Wright, die rouwt om het overlijden van haar eigen kind. Ze merkt op zeker moment op dat Anna's moeder haar elke morgen en avond op haar mond kust. Ze raakt ervan overtuigd dat Rosaleen zo voedsel doorgeeft aan Anna. Daarom verbiedt ze voortaan ieder lichamelijk contact tussen het meisje en dier familie. Het gaat daarna snel slechter met Anna. Het meisje blijft niettemin weigeren om te eten. Ze onthult aan Wright dat dit vanwege haar broer is. Die misbruikte haar regelmatig en Anna is ervan overtuigd dat zijn overlijden een straf was. Door te bidden en te vasten wil ze zijn ziel redden. Wright dringt er bij Rosaleen op aan om Anna weer iedere morgen en avond te 'kussen', maar die weigert dit.
Wright bedenkt samen met Byrne een plan om Anna te redden. Wanneer dier familie naar de kerk is, brengt Wright het meisje naar het bos. Daarna laat ze het huis van de O'Donnells afbranden. Wright overtuigt het meisje ervan dat ze 'Anna' kan laten sterven, om meteen wedergeboren te worden als 'Nan'. Anna gaat hierin mee, sluit haar ogen en doet ze even daarna weer open. Als 'Nan' is ze wel bereid om voedsel te eten.
Wright verklaart aan haar werkgevers dat Anna is overleden en het huis daarna per ongeluk afgebrand. Ze wordt daarom ontheven van haar taak. De non verklaart dat ze Anna in een visioen achter op een paard samen met een engel heeft zien vertrekken. Ze neemt genoegen met Wrights belofte dat het meisje naar een betere plek is gegaan. Wright herenigt zich in Dubin met Byrne en een aangesterkte 'Nan'. De drie vertrekken samen als de familie Cheshire naar Australië.

## Rolverdeling
| Acteur            | Personage              |
| ----------------- | ---------------------- |
| Florence Pugh     | Elizabeth 'Lib' Wright |
| Kíla Lord Cassidy | Anna O'Donnell         |
| Tom Burke         | Will Byrne             |
| Niamh Algar       | Kitty O'Donnell        |
| David Wilmot      | Sean Ryan              |
| Ruth Bradley      | Maggie Ryan            |
| Toby Jones        | Dr McBrearty           |
| Ciarán Hinds      | Father Thaddeus        |